# 7,5 cm FK 16 n.A.
7,5 cm Feldkanone 16 neue Art – niemiecka armata polowa z okresu międzywojennego.
Po zakończeniu I wojny światowej na uzbrojeniu Reichswehry znalazły się armaty 7,7 cm Feldkanone 16. W pierwszej połowie lat 30. podjęto decyzję o ich modernizacji poprzez wymianę lufy. Zmodernizowane działa zostały w 1934 roku dostarczone bateriom podporządkowanym oddziałom kawalerii. Ponieważ okazało się, że zmodernizowane działa są zbyt ciężkie, a ich mobilność jest zbyt niska i z tych powodów mają problemy z współpracą z kawalerią z czasem przeniesiono je do jednostek drugoliniowych. Przez nie były używane do końca wojny.